# Jim Taylor
James Guy Taylor (5 de novembre de 1917 - 6 de març de 2001) fou un futbolista anglès de la dècada de 1950.
Fou internacional amb la selecció d'Anglaterra amb la qual participà en la Copa del Món de futbol de 1950.
Defensà els colors de Fulham FC de 1945 a 1952, i de Queens Park Rangers.